# Голливудская аллея славы — список лауреатов за вклад в индустрию спортивного развлечения
Список заслуженных деятелей спортивного развлечения, чьи звёзды находятся на голливудской «Аллее славы».

## Список
| Имя, Фамилия    | Адрес (там находится звезда) | Фотографии некоторых лауреатов |
| --------------- | ---------------------------- | ------------------------------ |
| Билли Джин Кинг | 6284 Голливудский б-р        | - Карл Уэзерс                  |
| Майкл Страхан   | 6918 Голливудский б-р        | - Карл Уэзерс                  |
| Карл Уэзерс     | 7076 Голливудский б-р        | - Карл Уэзерс                  |